# Dothidea muelleri
Dothidea muelleri är en svampart som beskrevs av Loeffler 1957. Dothidea muelleri ingår i släktet Dothidea och familjen Dothideaceae.   Inga underarter finns listade i Catalogue of Life.